# Kungsängen
Kungsängen ist ein Ort (tätort) in der schwedischen Provinz Stockholms län und der historischen Provinz Uppland. Er ist zugleich Hauptort der Gemeinde Upplands-Bro.
Der Ort liegt am Ufer des Mälaren, der hier einen Ausläufer in Richtung Sigtuna gebildet hat. Seit 2001 verfügt Kungsängen über einen Haltepunkt des Pendeltågnetzes auf der Strecke Bålsta–Nynäshamn. Außerdem führt die Europastraße 18 in unmittelbarer Nähe des Ortes vorbei.